# 우니 르콩트
우니 르콩트(프랑스어: Ounie Lecomte, 1966년 11월 17일~)는 프랑스의 영화 감독이자, 작가, 배우이다. 데뷔작인 《여행자》을 통해 제40회 인도 국제 영화제에서 최우수 감독상을 수상했다.